# From A to Z
From A to Z è una rivista musicale tratta dal libro omonimo scritto da Woody Allen, Herbert Farjeon e Nina Warner Hook, con canzoni di Jerry Herman, Fred Ebb, Mary Rodgers, Everett Sloane, Jay Thompson, Dickson Hughes, Jack Holmes, Paul Klein, Norman Martin, William Dyer e Charles Zwar.
Nonostante le critiche e il non brillante esito commerciale, l'opera è ricordata in quanto prima rappresentazione a Broadway di Allen in veste di sceneggiatore, Ebb come paroliere, Herman come compositore e Virginia Vestoff come interprete.
Diretto da Christopher Hewett e coreografato da Ray Harrison, la prima rappresentazione ebbe luogo il 20 aprile 1960 al Plymouth Theatre, dove rimase in cartellone per 21 repliche.
Assieme a Vestoff, il cast includeva Hermione Gingold, Stuart Damon, Bob Dishy e Larry Hovis.